# 松山眞一
松山 眞一（まつやま しんいち、本名: 曺 圭化、チョ・ギュファ、조규화、1927年 - 2022年5月7日）は、在日韓国人のヤクザ。指定暴力団・極東会五代目会長、極東五代目。
右翼団体「松魂塾」最高顧問、東京街商協同組合最高顧問、松山商事会長、東京豊島日韓親善協会顧問、慶北義城郷友会会長、東京慶北道民会顧問、在日本大韓民国民団・東京豊島支部顧問。

## 人物
2011年、韓国の月刊誌「月刊朝鮮」の単独インタビューを受け、生い立ちなどを語っている。
身長165cm。
朝鮮慶尚北道義城郡にて5男1女の4男として出生、1歳のころ母親に背負われて日本内地に渡る、父親は先に日本に渡っていた。
太平洋戦争時は横浜の造船所で働いていた。
13歳の頃、両親と生き別れになる。戦争が終わった後、家族は韓国に帰った事を後で知った。
喧嘩を繰り返す生活を送っていた頃、新宿や池袋で徐々に名前が知られ始め、三浦連合会（現・松山連合会）の三浦周一（呉 周日）に出会い18歳の時、ヤクザになった。
同じ在日韓国人に関心を持ち、大山倍達、力道山、張本勲を物心両面で助けてきた。
1960年代から在日本大韓民国民団としての活動をしており、民団支部経済顧問を務めながら大小のことをサポートし、「顔のないスポンサー」と言われている。
存在すること自体が在日韓国人に大きな助けとなっており、「私たちの英雄」と呼ぶ人もいるという。
盧泰愚や金鍾泌が現職時代に来日した際に会っている。
日本の政治家達とも親交を結んでおり、鳩山邦夫、竹下孝雄、福田赳夫、小林興起、橋本龍太郞、安倍晋太郎などと撮影した写真を個人事務所に飾っている。

## 来歴
昭和58年（1983年）、東京都池袋で、住吉連合（代表は堀政夫）幸平一家と極東関口（総帥は松山眞一）三浦連合会（後の極東会真誠会）とが抗争事件を起こした。堀政夫と松山眞一とが会談し、和解が成立した。これを機に、博徒と的屋との親睦を図っていく機運が生まれた。
昭和59年（1984年）、関東に本拠を持つ神農組織が大同団結して、関東神農同志会を結成した。中核組織は極東関口会（会長は田中春雄）だった。
平成2年（1990年）11月、松山眞一は極東関口会を継ぎ、極東関口会を極東会と改称した。
平成5年（1993年）7月21日、東京都公安委員会は、極東会を指定暴力団に指定した。
同年10月、松山眞一は、極東櫻井一家関口五代目を継いだ。
平成7年（1995年）5月、松山眞一と稲川会・稲川裕紘会長は親戚の血縁盃を交わした。
同年7月、松山眞一と住吉会・西口茂男会長は親戚の血縁盃を交わした。
平成8年（1996年）3月、松山眞一と松葉会・牧野国泰（李春星）会長は親戚の血縁盃を交わした。
平成27年（2015年）6月、暴力団員であることを隠して銀行口座を開設したとして長女らとともに詐欺容疑で逮捕、起訴された。